# Thomas Orde-Lees
Thomas Hans Orde-Lees (Aquisgrana, 23 maggio 1877 – Wellington, 1º dicembre 1958) è stato un ingegnere ed esploratore britannico ha partecipato alla spedizione Endurance sotto il comando di Ernest Shackleton ed è stato un pioniere del paracadutismo.

## Formazione
Thomas Hans Orde-Lees è nato il 23 maggio 1877, ufficialmente durante una vacanza dei genitori ad Aquisgrana, nell'allora Prussia. In realtà Thomas era figlio naturale di Thomas Orde Hastings Lees, ex-barrister e Chief Constable della città di Northampton e di Ada Mary Pattenden (1852-1932) una figlia del reverendo Canon George Edwin Pattenden, preside della Boston Grammar School. Ada era stata mandata ad Aquisgrana nella casa del fratello di Thomas in preparazione della nascita.
Orde-Lees venne educata al Marlborough College, nella Royal Naval Academy di Gosport ed alla Reale accademia militare di Sandhurst. Successivamente si arruola nei Royal Marines dove raggiunge il grado di tenente colonnello. Nel 1900 è di stanza in Cina e prende parte alla repressione della rivolta dei Boxer.

## Spedizione Endurance
Nel 1910 Orde-Lees fa domanda per prender parte alla spedizione antartica Terra Nova sotto il comando di Robert Falcon Scott, ma non viene accettato. Nel 1914 Ernest Shackleton si trova ad organizzare la spedizione Endurance e, per ingraziarsi gli ambienti militari, decide di accogliere nel gruppo diretto in Antartide un esponente della Royal Navy. Orde-Lees è uno sciatore provetto ed un esperto di motori e, dopo che Shackleton ne ottiene il congedo dall'esercito grazie dall'influenza di Winston Churchill, può unirsi alla spedizione con il ruolo di magazziniere.
A bordo della Endurance, Orde-Lees non è molto popolare tra il resto dell'equipaggio poiché considerato un pigro dai modi rudi. Nonostante questo è un magazziniere efficiente: interessato a tenersi in forma, porta la sua bicicletta sulla nave e, quando quest'ultima è bloccata dalla banchisa, effettua numerosi percorsi in bici sul ghiaccio. Dopo che ha dovuto organizzare un gruppo di ricerca perché Orde-Lees si era smarrito riceve ordine di non lasciare il campo da solo.
Durante la navigazione a bordo della scialuppe sino ad Isola Elephant Orde-Lees naviga a bordo della Dudley Docker sotto il comando di Frank Worsley. Dopo l'arrivo sull'isola Shackleton parte con la James Caird per cercare aiuto nella Georgia del Sud, lasciando indietro il resto dell'equipaggio (tra cui Orde-Lees) che saranno salvati il 30 agosto 1916. Per la sua partecipazione alla missione Orde-Lees è stato insignito della medaglia polare d'argento.

## Dopo la spedizione
Al ritorno in Inghilterra, Orde-Lees combatte la prima guerra mondiale nel fronte occidentale. Orde-Less, con l'aiuto di Shackleton, si unice poi ai Royal Flying Corps dove diventa un forte sostenitore dell'uso del paracadute. Per dimostrarne l'efficacia salta dalla Tower Bridge nel Tamigi, soddisfatti del risultato i comandi militari gli permettono di formare una divisione di paracadutisti e di prenderne il comando.
Dopo la guerra, si dimette dall'esercito e si trasferisce in Giappone dove organizza corsi di paracadutismo per le forze aeree imperiali. Nel frattempo lavora come corrispondente di The Times a Tokyo. Dopo la morte della prima moglie di sposa con una ragazza locale, Hisako Hoya e trascorre circa 20 anni ad insegnare inglese alla radio giapponese. All'ingresso del Giappone nella seconda guerra mondiale viene evacuato con la famiglia a Wellington (Nuova Zelanda). Al termine del conflitto collabora all'organizzazione della spedizione Fuchs-Hillary in Antartide.
Muore il 1º dicembre 1958. È sepolto al Karori Cemetery di Wellington vicino ad Harry McNish, compagno della spedizione Endurance.